# Pécsbagota
Pécsbagota è un comune dell'Ungheria di 125 abitanti (dati 2007) situato nella contea di Baranya, regione Transdanubio Meridionale